# Kapušany
Kapušany este o comună slovacă, aflată în districtul Prešov din regiunea Prešov. Localitatea se află la altitudinea de 279 m deasupra n.m., se întinde pe o suprafață de 11,31 km2 și în 2017 număra 2.246 de locuitori. Se învecinează cu comuna Fulianka.

## Istoric
Localitatea Kapušany este atestată documentar din 1248.

## Demografie
| An:                | 1994 | 2004   | 2014   | 2024   |
| ------------------ | ---- | ------ | ------ | ------ |
| Număr de persoane: | 1902 | 2090   | 2176   | 2156   |
| Diferență:         |      | +9,88% | +4,11% | −0,91% |

| An:                | 2023 | 2024   |
| ------------------ | ---- | ------ |
| Număr de persoane: | 2147 | 2156   |
| Diferență:         |      | +0,41% |